# Venezillo pusillus
Venezillo pusillus är en kräftdjursart som först beskrevs av Gustav Budde-Lund 1909.  Venezillo pusillus ingår i släktet Venezillo och familjen Armadillidae. Inga underarter finns listade i Catalogue of Life.